# Igor' Poljanskij
Igor' Nikolaevič Poljanskij (in russo Игорь Николаевич Полянский?; Novosibirsk, 20 marzo 1967) è un ex nuotatore sovietico, dal 1992 russo.
Specializzato nel dorso, ha vinto la medaglia d'oro nei 200 m dorso e il bronzo nei 100 m dorso ai Giochi olimpici di Seoul 1988.

## Palmarès
- Olimpiadi
  - Seoul 1988: oro nei 200 m dorso, bronzo nei 100 m dorso e nella staffetta 4x100 m misti.
- Mondiali
  - 1986 - Madrid: oro nei 100 m e 200 m dorso, bronzo nella staffetta 4x100 m misti.
- Europei
  - 1985 - Sofia: oro nei 100 m e 200 m dorso.
  - 1987 - Strasburgo: oro nella staffetta 4x100 m misti e argento nei 200 m dorso.